# Gustav von Barnekow (General, 1816)

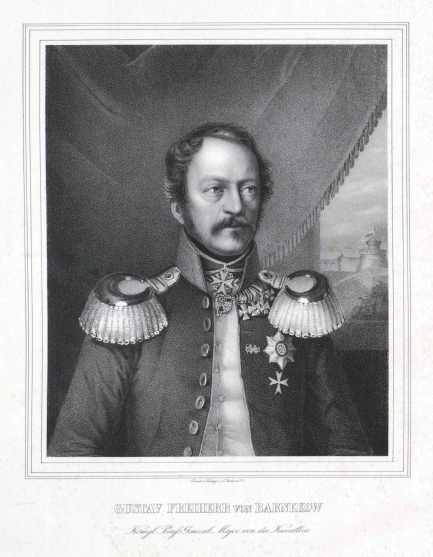
Gustav Freiherr von Barnekow

Gustav Karl Theodor Bogislaw Freiherr von Barnekow (* 20. April 1816 in Berlin; † 24. August 1882 in Merseburg) war ein preußischer Generalleutnant.

## Leben

### Herkunft
Gustav war Angehöriger des ursprünglich rügischen Adelsgeschlechts von Barnekow. Seine Eltern waren der preußische Generalmajor Gustav Friedrich von Barnekow (1779–1838) und dessen Ehefrau Henriette, geborene von Cornberg (1798–1861).

### Werdegang
Im Alter von 18 Jahren begann Barnekow seine militärische Laufbahn als Kadett in Potsdam, wechselte als solcher 1830 ans Kadettenhaus in Berlin und wurde schließlich 1834 Portepeefähnrich beim 4. Ulanen-Regiment der Preußischen Armee. Nachdem er 1835 zum Sekondeleutnant aufstieg und 1840 zur Garde-Artillerie-Brigade sowie 1841 zur Lehr-Eskadron kommandiert worden war, wurde er 1845 Adjutant der 6. Kavallerie-Brigade. Er nahm an den Kämpfen zur Niederschlagung der Märzrevolution, insbesondere den Straßenkämpfen in Dresden und Iserlohn teil. Anschließend wurde Barnekow in Baden und der Pfalz während der Gefechte bei Ludwigshafen, Wiesenthal, Waghäusel, Neudorf, Bruchsal, Durlach, Bischweier und Kuppenheim eingesetzt. Noch 1849 erhielt er den Roten Adlerorden IV. Klasse mit Schwertern und avancierte zum Premierleutnant. 1852 hat er sein Patent und die Beförderung zum Rittmeister erhalten, kehrte 1853 ins 4. Ulanen-Regiment zurück und wurde Eskadronchef. 1857 kam er in das 1. Dragoner-Regiment und wurde zwei Jahre später zum Major befördert. Gleichzeitig wurde Barnekow etatsmäßiger Stabsoffizier. Während der Mobilmachung anlässlich des Sardinischen Krieges war er 1859 Kommandeur des 1. Landwehr-Dragoner-Regiments. 1863 wurde Barnekow Regimentskommandeur à la suite des Husaren-Regiments Nr. 12 und avancierte zum Oberstleutnant. Drei Jahre später erhielt er seine Beförderung zum Oberst. Im Krieg gegen Österreich kämpfte er 1866 in der Schlacht bei Königgrätz und im Gefecht bei Preßburg. Seine Leistungen während des Krieges wurden durch die Verleihung des Kronenordens III. Klasse mit Schwertern gewürdigt.
Zwei Jahre darauf wurde Barnekow unter Stellung à la suite des Husaren-Regiments Nr. 12 zum Kommandeur der 2. Kavallerie-Brigade ernannt. 1869 erhielt er den Kronenorden II. Klasse mit Schwertern am Ring. Barnekow wurde 1870 Kommandeur der 4. Kavallerie-Brigade, stieg zum Generalmajor auf und nahm mit Auszeichnung am Krieg gegen Frankreich teil. Er kämpfte in den Schlachten bei Beaumont, Sedan (Eisernes Kreuz II. Klasse), Orléans, Beaugency-Cravant, Le Mans und den Gefechten bei Petit Bicêtre, Marolles, Artanay, Coulmiers, Meung, Vendôme und Coulommiers. Barnekow hat 1871 das Komturkreuz des Bayerischen Militärverdienstordens und das Mecklenburgische Militärverdienstkreuz erhalten. Noch im selben Jahr war er erneut Kommandeur der 2. Kavallerie-Brigade und bekam das Großkomturkreuz des Bayerischen Militärverdienstordens sowie das Eiserne Kreuz I. Klasse verliehen. Es folgte 1874 die Verleihung des Roten Adlerordens II. Klasse mit Eichenlaub und Schwertern am Ringe. Noch kurz bevor er 1875 Kommandant von Danzig wurde, kommandierte man Barnekow zum Stab der 9. Division, um den Kommandeur der 9. Kavallerie-Brigade zu vertreten. Ebenfalls im Jahr 1875 erhielt er den Stern zum Roten Adlerorden II. Klasse mit Eichenlaub und Schwertern und stieg zum Generalleutnant auf. 1877 wurde Barnekow mit Pension unter Verleihung des Komturkreuzes des Hausordens von Hohenzollern zur Disposition gestellt. Er war Ehrenritter des Johanniterordens.

### Familie
Barnekow vermählte sich 1850 in Torgau mit Friederike Bertha Henriette Marianne von Rommel (1829–1912), Tochter des preußischen Generalleutnants Theodor von Rommel (1793–1868). Aus der Ehe sind zwei Kinder hervorgegangen.
- Hans (* 1855) ⚭ (1893 geschieden) Baronesse Wilhelmine Tindal (* 1850)
- Axel (* 1856)
- Marie (* 1862), Oberhofmeisterin der Großherzogin von Mecklenburg-Schwerin ⚭ 1888 Karl Graf von Schwichelt (1836–1900)